# Prophet T8

PROPHET T8

Der Prophet T8 ist ein von Sequential Circuits hergestellter Synthesizer.
Der Prophet T8 wurde 1983 vorgestellt und kostete damals ca. 14.000 DM. Es handelte sich um ein achtstimmiges, anschlagdynamisches Instrument mit 76-Tasten-Holztastatur und polyphonem Aftertouch. Der Prophet T8 verfügt zusätzlich über einen polyphonen Sequenzer mit einer Speicherkapazität von 670 Schritten. An den Gehäuseseiten wurde Tropenholz verwendet. 